# هشام البسطويسي
هشام محمد عثمان البسطويسي (23 مايو 1951 - 17 أبريل 2021) قاضٍ مصري، كان نائبًا لرئيس محكمة النقض. حصل على ليسانس الحقوق عام 1976 من جامعة القاهرة. متزوج من ألفت صلاح السهلي وله ثلاثة أبناء المهندس محمد، والحقوقيان أحمد ومصطفى. ترشح لانتخابات الرئاسة المصرية 2012.

## حياته العملية
ولد هشام محمد عثمان البسطويسي في 23 مايو عام 1951، تخرج من كلية الحقوق في جامعة القاهرة عام 1976 أثناء تدربه بمكتب أستاذه المحامي صلاح السهلي تعرف على ألفت صلاح السهلي، وتزوجها وسافرا إلى الإسكندرية حيث بدأ حياته العملية كوكيل نيابة بالجمرك.
ثمان سنوات قضياها تنقل فيها من نيابة الجمرك لنيابة الأحداث ثم قاضي بالمحكمة الجزئية، وخلالها رزقا بثلاثة أبناء محمد، وأحمد، ومصطفى، في عام 1988 رجعت الأسرة إلى القاهرة ليعمل البسطويسي في نيابة النقض ويقضي بها عشرة سنوات حتى عام 1998 عندما اختارته الجمعية العمومية لمحكمة النقض – عدا واحد – مستشاراً لمحكمة النقض، وفي عام 2000 تم ترقيته بفضل تقاريره القضائية الممتازة[بحاجة لمصدر] إلى نائب رئيس محكمة النقض.
ثلاثون عاماً من العمل القضائي لم يوجه فيها للبسطويسي أي إنذار أو لفت نظر حتى تم إحالته للتحقيق الجنائي بقرار من وزير العدل مطعون عليه، وإجراءات قانونية انتهت بتوجيه اللوم إليه في 18 مايو الماضي.
في عام 1992 أعير البسطويسي للعمل في الإمارات، وهناك قاد أول إضراب للقضاة المصريين احتجاجاً على وقف قاضيين مصريين عن العمل، وشاركه في الإضراب الذي استمر 25 يوماً صديقه المستشار محمود مكي، والمستشارين ناجي دربالة، وسيد عمر، وأحمد سليمان، وكانوا وقتها وكلاء نيابة خضر العود، لكنهم رغم كل الضغوط رفضوا فض الإضراب إلا بعد إعادة القاضيين المصريين إلى العمل، والالتزام بكل شروط القضاة المصريين.[بحاجة لمصدر]
ومضت سنوات الإعارة الأربع ليعود بعدها إلى القاهرة دون التجديد لعامين كما هو معمول به في الوسط القضائي. يعمل حاليا في المؤسسة العامة للتأمينات الاجتماعية بالكويت.

### قاضي المنصة
ثلاثون عاماً من العمل القضائي لم يشرف فيها البسطويسي على الانتخابات، في دائرة مينا البصل، كان وكيلاً للنيابة وقتها، مشرفاً في اللجنة العامة بصحبة القاضي محمد بيومي درويش.
في عام 2003 تقضي محكمة النقض برئاسة المستشار حسام الغرياني وعضوية المستشار هشام البسطويسي ببطلان نتائج انتخابات دائرة الزيتون – دائرة د.زكريا عزمي – بموجب الطعنين 959، 949 لسنة 2000، ويؤشر المستشار فتحي خليفة رئيس النقض على النسخة الأصلية للقرار بتعييب إجراءات التحقيق والقرار الصادر فيهما طالباً إعادة عرض الطعنين، فترد المحكمة بذات التشكيل في فبراير 2004 تعقيب رئيس محكمة النقض على الحكم في الطعن الانتخابي لأنه لا صفة له فيما يطلبه، «فلا صفة لرئيس المحكمة في التعقيب عليها أو إملاء طريق معين للتحقيق، أو توجيه الدائرة أو أحد أعضائها في شأنها».

## ترشحه للرئاسة
رشحه حزب التجمع لانتخابات الرئاسة المصرية 2012.

## وفاته
توفي في يوم السبت 17 أبريل 2021 ميلاديًّا، الموافق 5 رمضان 1442 هجريًّا عن عمر ناهز 70 عاماً.